# 阿蒂尔·埃尔曼
阿蒂尔·埃尔曼（法語：Arthur Hermann，1893年10月16日—1958年3月28日），法国男子竞技体操运动员。他曾获得1920年夏季奥运会男子团体全能铜牌和1924年夏季奥运会男子团体全能银牌。